# Suchowola (gemeente)
De gemeente Suchowola is een stad- en landgemeente in het Poolse woiwodschap Podlachië, in powiat Sokólski.
De zetel van de gemeente is in Suchowola.
Op 30 juni 2004 telde de gemeente 7453 inwoners.

## Oppervlakte gegevens
In 2002 bedroeg de totale oppervlakte van gemeente Suchowola 255,89 km², waarvan:
- agrarisch gebied: 76%
- bossen: 11%

De gemeente beslaat 12,46% van de totale oppervlakte van de powiat.

## Demografie
Stand op 30 juni 2004:
| Omschrijving                   | Totaal | Totaal | Vrouwen | Vrouwen | Mannen | Mannen |
| ------------------------------ | ------ | ------ | ------- | ------- | ------ | ------ |
| eenheid                        | aantal | %      | aantal  | %       | aantal | %      |
| inwoners                       | 7453   | 100    | 3748    | 50,3    | 3705   | 49,7   |
| bevolkingsdichtheid (inw./km²) | 29,1   | 29,1   | 14,6    | 14,6    | 14,5   | 14,5   |

In 2002 bedroeg het gemiddelde inkomen per inwoner 1331,64 zł.

## Plaatsen
Sołectwa: Brukowo, Bachmackie Kolonie, Chlewisk Dolny, Chlewisk Górny, Chmielówka, Chmielniki, Ciemne-Żakle, Chodorówka Nowa, Chodorówka Stara, Chodorówka Stara-Kolonia, Dryga, Dryga-Kolonia, Domuraty, Dubasiewszczyzna, Dubasiewskie Kolonie, Głęboczyzna, Grodzisk, Grymiaczki, Hołodolina, Horodnianka, Jatwieź Duża, Jatwieź Mała, Karpowicze, Kiersnówka, Kopciówka, Laudańszczyzna, Leśniki, Leszczany, Morgi, Nowe Stojło, Okopy, Olszanka, Ostrówek, Podostrówek, Podgrodzisk, Podhorodnianka, Połomin, Połomin-Kolonia, Krzywa-Poświętne, Pokośno, Piątak-Tablewo, Rutkowszczyzna, Suchowola Białostocka, Suchowola Fabryczna, Sucha Góra, Wólka, Trzyrzecze, Zgierszczańskie Kolonie, Czerwonka.
Overige plaatsen: Dwugły, Gajewo, Suchowola, Zgierszczańskie.

## Aangrenzende gemeenten
Dąbrowa Białostocka, Janów, Jaświły, Korycin, Sztabin